# Schach dem Boss
Schach dem Boss ist eine Operette in drei Akten (vier Bildern) mit der Musik von Igo Hofstetter und dem Libretto von Erhard Reinthaler und Igo Hofstetter. Das Werk erlebte seine Uraufführung am 22. Juni 1979 am Musiktheater Lodz. Bereits am 16. April 1979 wurde die im Dezember 1978 in Linz mit dem Bruckner Orchester Linz unter der Leitung von Herbert Mogg produzierte Rundfunkproduktion des Werks im ORF ausgestrahlt.

## Handlung

### Ort und Zeit
Die Operette spielt an verschiedenen Schauplätzen. Es ist eine kriminalistisch angehauchte Story mit Juwelenschmuggel und Mädchenhandel.
Die Musik ist geprägt von Melodienreichtum und raffinierter Harmonik, die dem jeweiligen Schauplatz angepasst ist.

## Musikalische Höhepunkte
- Ich studier’ Anatomie
- Wenn die Uhr vom Montmartre zwölf Uhr schlägt
- Wenn zwei Herzen träumen
- Baci e amore
- Guter Mond, was sagst denn du dazu
- Die Welt ist stets voller Wunder

## Tonträger
- Querschnitt auf der CD Igo Hofstetter: Roulette der Herzen - Schach dem Boss, Hamburger Archiv für Gesangskunst [2018]
- Einzeltitel auf der CD Igo Hofstetter. ORF Oberösterreich 1996; mit Adolf Dallapozza, Liliana Pagu, Liselotte Schmidt, Peter Drahosch und dem Bruckner Orchester Linz unter der Leitung von Herbert Mogg